# Roy Alon
Roy Alon (Otley, 1942  – Leeds, 1 de fevereiro de 2006) foi um ator e dublê britânico.
Nascido em Otley, West Riding of Yorkshire, durante 36 anos de carreira, ele apareceu em mais de 1.000 filmes, incluindo os filmes de James Bond e Superman. Sua estréia veio em A Bridge Too Far

## Ligações Externas
- Roy Alon. no IMDb.
- Sítio oficial